# Tsukiyo no Shouzou
Singles de Chiaki Kuriyama
Oishii Kisetsu / Ketteiteki Sanpunkan
(2011) Toyosu Luciferin
(2013)
Tsukiyo no Shouzou (月夜の肖像) est le 5e single de Chiaki Kuriyama sorti sous le label Defstar Records le 23 novembre 2011 au Japon. Ringo Shiina a composé et écrit les deux chansons, tandis que Tokyo Jihen a joué ses deux morceaux. Il arrive 62e à l'Oricon et reste classé 2 semaines.

## Liste des titres
| 1. | Tsukiyo no Shouzou (月夜の肖像)  | 3:50 |
| 2. | Seishun no Matataki (青春の瞬き) | 4:31 |